# Byron Dorgan
Byron Leslie Dorgan (Dickinson, 14 maggio 1942) è un politico statunitense, senatore democratico per lo stato del Dakota del Nord dal 1992 al 2011 e membro della Camera dei Rappresentanti per lo stesso stato dal 1981 al 1992.

## Biografia
Nato e cresciuto nel Dakota del Nord, dopo aver ottenuto un MBA Dorgan lavorò per una compagnia aerospaziale di Denver.
Entrato in politica con il Partito Democratico, nel 1969 venne nominato Tax Commissioner del Dakota del Nord per poi essere rieletto nel 1972 e nel 1976. Nel frattempo, nel 1974 aveva tentato senza successo di farsi eleggere alla Camera dei Rappresentanti; nel 1980 ci riprovò e riuscì nell'intento, divenendo deputato.
Dorgan venne rieletto cinque volte, finché nel 1992 decise di candidarsi al Senato dopo l'annuncio del ritiro di Kent Conrad. Dorgan riuscì ad essere eletto e venne riconfermato nel 1998 e nel 2004. Nel 2010 rifiutò un quarto mandato e venne succeduto dall'ex governatore repubblicano John Hoeven.
Durante la permanenza al Congresso, Dorgan era giudicato un democratico molto liberale.
Byron Dorgan è stato sposato due volte e ha avuto quattro figli.